# Sharon Bruneau
Sharon Bruneau (Timmins, Ontario; 1 de febrero de 1964) es una culturista, modelo y competidora de fitness canadiense.

## Primeros años y educación
Bruneau es una mestiza franco-canadiense nacida en la ciudad minera de Timmins, en la región canadiense de Ontario, y dice que su "...herencia nativa es de sangre cheroqui". Pocas mujeres indígenas canadienses participan en el deporte y menos aún en el culturismo femenino, lo que hace que Sharon esté aún más orgullosa de sus logros.

## Carrera
Comenzó su carrera como modelo de moda, en la que tuvo éxito hasta que contrajo una grave neumonía que le hizo perder mucho peso. Poco después de su recuperación, comenzó a entrenar con pesas para recuperar el peso que necesitaba para volver a ser modelo. Después de conseguir una complexión algo tonificada, fue rechazada en las agencias de modelos por estar sobredimensionada. Entonces decidió dejar el modelaje y dedicarse al culturismo. Durante su carrera como culturista, Sharon había engordado cerca de 15 kilos, pero luego se redujo cuando se pasó a las competiciones de fitness. Bruneau fue portada de Muscle & Fitness y de Flex.
Publicaciones como Weider Health o Fitness contrataron a Sharon como una de sus primeras representantes femeninas de 1991 a 1998.
Sharon se retiró de las competiciones de culturismo tras el concurso de Ms. Olympia de 1994 y se pasó a las competiciones de fitness. Después de quedar en el puesto 11 de 17 competidoras en el Fitness Olympia de 1995, Sharon señaló que su baja clasificación se debía a su musculatura. En 1997, el procedimiento de evaluación de la Ms. Fitness Olympia consistía en otorgar puntos a las mujeres con un cuerpo tonificado en general y en descalificar a las que parecían "excesivamente musculosas". En la actualidad, se puede encontrar a Sharon inspirando a personas de todo el mundo con sus talleres motivacionales en los que habla sobre salud y fitness.
Ha tenido papeles menores en las películas como Tornado Run (1995), Nemesis 2: Nebula (1995), Nemesis 3: Prey Harder (1996) y R.S.V.P. (2002). En 2007, hizo un trabajo menor como doble para la película Smokin' Aces. A Sharon también le ofrecieron un papel en la película Endangered Species (1982) para interpretar a un extraterrestre malo. En torno a los años 1980 y 1990, muchos agentes contrataban a culturistas y luchadores para películas de ciencia ficción, lo que a su vez ofrecía un mayor abanico de posibilidades profesionales a los atletas de fitness y culturismo.

### Representación de la herencia indígena en la revistaFlex
Sharon Bruneau apareció en la revista Flex mostrando su musculoso físico con un atuendo de tipo tribal, con huesos alrededor del cuello y una lanza en las manos. El pie de foto asociado a esta imagen hace referencia a Sharon afirmando: "Estoy especialmente orgullosa de mi herencia indígena a la que esta foto rinde homenaje".

### Historial competitivo
- 1991 - IFBB North American Championships - 1º puesto (HW)
- 1991 - IFBB North American Championships - ganadora general
- 1992 - Ms. International - 4º puesto
- 1992 - IFBB Ms. Olympia - 11º puesto
- 1993 - Ms. International - 7º puesto
- 1993 - IFBB Ms. Olympia - 10º puesto
- 1994 - Ms. International - 6º puesto
- 1994 - IFBB Ms. Olympia - 16º puesto
- 1995 - Fitness Olympia - 11º puesto